# アメリカ陸軍戦闘即応/安全センター
アメリカ陸軍戦闘即応/安全センター（アメリカりくぐんせんとうそくおう あんぜんセンター、U.S. Army Combat Readiness Center、USACRC）は、アメリカ陸軍の安全管理を所掌する組織である。陸軍、国防省およびその他の省庁に対し、安全およびリスク管理に関する専門的支援を行い、陸軍の安全方針およびプログラムを策定・評価し、兵士、軍属、家族および重要な財産の安全確保に必要なリスク管理に関する情報を指揮官に提供している。陸軍の主要飛行訓練部隊と共に、アラバマ州フォート・ノボセルに所在している。
USACRCは、リスク管理の原則の実現を可能にするための無数のツールや資料を開発してきた。これらの資料等は、指揮官、兵士、軍属および管理者ならびに家族が、リスクによる悪影響を軽減するとともに、その任務、仕事および課業外の活動を成功させるとともに、それを安全に終えることに役立っている。戦闘即応センターのウェブサイトには、危険を認識し、リスクを軽減して事故および戦闘による損失を防止するための多くのツールが掲示されている。戦闘即応センターの目標は、すべての陸軍構成員およびその家族を安全かつ強健に保つことである。
現在の指揮官は、ジェフリー・ファーンズワース准将である。

## 歴史
アメリカ陸軍戦闘即応センターは、オクラホマ州フォート・シルにある砲科学校の陸軍航空訓練部の一部署であった陸軍事故調査室にその起源を発する。その調査室は、2名の将校と1名の下士官で編成されていた。1954年、その調査室は、陸軍航空の成長による業務拡大に伴い、アメリカ陸軍航空学校と共にアラバマ州のフォート・ノボセル(2023年4月10日以前の名称フォート・ラッカー)に移設された。
その調査室は、USABAAR（U.S. Army Board for Aviation Accident Research, アメリカ陸軍航空事故調査室）と改称された。USABAARは、航空事故報告書の確認だけではなく、航空機の設計・運用・訓練・管理・整備・点検・および人的要因に関する航空安全上の問題の調査や墜落現場の調査も任務としていた。
1972年、USABAARは、USAAAVS（U.S. Army Agency for Aviation Safety, 米国陸軍航空安全局）に改称され、副参謀長（戦力開発担当）事務局陸軍航空部長の監督下に置かれた。USAAVSの任務には、事故防止教育、陸軍全部隊に対する安全上の助言、陸軍航空安全方針の立案、陸軍航空事故データの収集、システム安全性の推進、陸軍地上安全プログラムの一部支援が加えられた。1974年から1978年まで、UAAAVSは、監察官の監督下に置かれた。1978年には、副参謀長（人事担当）が所掌する機関となり、その任務はさらに拡大した。USAAVSは、航空および地上安全の双方について責任を負うこととなり、アメリカ陸軍安全センターと改名された。
1983年、陸軍安全センター長は、陸軍安全部副部長を兼務することになった。陸軍安全センターは、陸軍安全プログラムの実行について責任を負う陸軍の参謀としての役割を与えられ、陸軍省の事故防止に関する主要な助言機関として機能することになった。1987年7月、安全センターは、アメリカ陸軍参謀長の所掌する機関となった。安全センターの指揮官は、陸軍安全部長に指定された。将官ポストである陸軍安全部長は、陸軍参謀本部事務局長を通じて陸軍参謀長に報告できる地位を得た。
9.11テロ事件後の軍事行動を通じて、国防総省の指導者たちは、事故による損失が陸軍の即答性および能力に重大な影響を及ぼしたこと、そしてこれからも及ぼすことを認識するようになった。2005年1月31日、アメリカ陸軍安全センターは、USACRC（U.S. Army Combat Readiness Center, アメリカ陸軍戦闘即応センター）へと改編され、損失に関わるすべての分野において中心的役割を担うようになった。損失に関わるデータの収集、分析および情報提供に関する陸軍の知恵袋となったUSACRCは、リスク管理を適用し、兵士たちの安全を確保して、陸軍の戦闘力を維持することに大きく貢献している。

## 活動の焦点
陸軍の死亡事故の大部分は、課業時間外に発生している。2011年度の統計によれば、40名が勤務中に死亡しているのに対し、課業時間外の事故で死亡しているのは136名であった。兵士たちの死亡原因には、課業時間外の私有車によるものが最も多い。これらの事故は、車やオートバイによるものが、そのほとんどを占めている。  
リスク管理は、危険を認識し、リスクを減少して事故を防止する、陸軍における主要な状況判断過程のひとつであり、課業時間外を含めたすべての活動において、兵士たちが活用すべきものである。兵士たちの勤務中および課業外におけるリスク管理の活用を徹底することに加えて、指揮官や戦友、家族が、兵士たちの行動により関心を持ち、より適切な判断ができるように促すことにより、課業時間外の死亡事故を減らすことができると考えられている。
アメリカ陸軍戦闘即応センターは、指揮官、戦友および家族が危険な行為を認識し、防止策を提案し、勤務中および課業外の無駄な事故の発生を防止するためのツールやプログラムを多数提供している。
リスク管理の原理・原則を補完するためアメリカ陸軍戦闘即応センターが開発した無数のツールは、指揮官がリスクによる悪影響を最小限に抑え、その任務に成功し、かつ安全に完了することに役立つものばかりである。これらのツールは、陸軍全体の安全性および強靭性を維持するために開発されたものであり、陸軍のキャッチフレーズである「Army Safe is Army Strong（陸軍の安全は、陸軍の強さ）」を反映したものとなっている。なお、一部のツールは、Army Knowledge Onlineのアカウントを持っている者でなければアクセスできない。